# И все пак тя се върти!
„И все пак тя се върти!“ (на италиански: E pur si muove! [ɛ ˈpur si muˈovɛ]) е крилата фраза, която легендата разказва, че е произнесъл през 1633 г. известният астроном, философ и физик Галилео Галилей, принуден да се отрече пред Светата инквизиция от своето убеждение за това, че Земята се върти около Слънцето, а не обратно.
По свидетелства на негови приятели и писма на самия Галилей, неговите възгледи след показното покаяние не се изменили, както и по-рано бил убеден във въртенето на Земята около Слънцето. Няма документирани доказателства затова, че Галилей е изрекъл тази фраза. Биографията на Галилей, написана през 1655 – 1656 г. от неговия ученик и последовател Винченцо Вивиани, не споменава този любопитен факт.
Както било установено след намерената през 1911 г. испанска картина от 1643 г. (1645?) (последната цифра не може да се прочете), на която е изобразен Галилей в тъмница, фразата му се приписва веднага след неговата смърт. В печата за първи път тази фраза се приписва на Галилей през 1757 г. (т.е. 124 години след покаянието му) от италианския журналист Джузепе Барети в книгата му The Italian Library. Легендата се разпространява широко през 1761 г., след превода на книгата на Барети на френски. В частност, в книгата Querelles Litteraires („Литературни разпри“), излязла в Париж през 1761 г., Огюпен Симон Трел написва: „уверяват, че Галилей вече на свобода, с измъчена съвест, веднъж все пак казал: „И все пак тя се върти!““, – имайки предвид въртенето на Земята около Слънцето.
На Галилей се приписват и други крилати фрази като „На света няма по-голяма ненавист от ненавистта на невежия към знанието.“ и „Не можеш да научиш никого на нищо, а можеш само да му помогнеш да го открие за себе си.“